# Autovía A-65
Die Autovía A-65 oder Autovía de Tierra de Campos oder auch Autovía Benavente–Palencia ist eine Autobahn in Spanien. Die Autobahn soll nach Fertigstellung in Benavente beginnen und in Palencia enden. Ein fertiggestelltes Teilstück mit 6,6 km Länge befindet sich seit 2007 im Norden von Palencia. Für die Gesamtlänge sind die Planungen abgeschlossen, Baubeginne sind nicht terminiert (Stand: Juli 2017).

## Größere Städte an der Autobahn
- Benavente
- Palencia